# Tridens
Tridens là một chi thực vật có hoa trong họ Hòa thảo (Poaceae).

## Loài
Chi Tridens gồm các loài: